# The One I Love (film)
The One I Love è un film del 2014 diretto da Charlie McDowell.

## Trama
Sophie e Ethan sono una classica coppia sposata che tenta di superare la propria crisi matrimoniale con l'aiuto di un terapista. Reduci da un tradimento di lui, i due faticano infatti a ritrovare l'armonia, l'intesa e l'entusiasmo che caratterizzavano il loro rapporto nei primi anni della loro relazione. Durante una sessione dal terapista di fiducia, quest'ultimo suggerisce loro un viaggio presso una villetta fuori città, nella quale, a suo dire, molte altre coppie hanno lì trascorso una breve vacanza che li ha "rinnovati", sanando il loro rapporto. Sperando di avere la stessa fortuna, Ethan e Sophie accettano di effettuare la vacanza terapeutica e si trasferiscono nel cottage indicato, composto da un'abitazione principale con annessa una casa per ospiti. La prima sera, dopo essersi sistemati nella casa principale, Sophie esplora la villa incontrando il compagno nella guest house, con cui avrà lì un rapporto sessuale. In seguito, convinta di aver lasciato Ethan nella guest house, rientra nella casa principale, in cui trova il compagno a riposare sul divano, che le chiede dove sia stata. Ethan afferma di non aver fatto l'amore con lei e di non aver lasciato la casa; lei crede stia facendo uno scherzo di pessimo gusto e finiscono per litigare. Il mattino dopo, Ethan lascia la casa e si reca nella guest house, in cui trova la moglie intenta a cucinare la colazione, offrendosi di preparare del bacon. Ciò suscita in lui sorpresa poiché Sophie è solita dire spesso al marito di evitare tale pietanza poco salutare. Poco dopo, ritorna da solo alla casa principale, in cui trova la moglie. A quel punto, entrambi realizzano di stare vivendo un'esperienza paranormale.
La guest house ospita una versione alternativa di loro stessi. Se entrano insieme nella casa, appare vuota e in condizioni normali, ma se entrano uno alla volta, l'altro non vi riesce ad accedere e chi è all'interno incontra un doppione del rispettivo partner. Dopo aver considerato di allontanarsi ed aver tentato di contattare il terapista senza successo, decidono di approfondire il fenomeno, stabilendo delle regole di sicurezza, che però infrangeranno presto. Sophie è infatti molto affascinata dalla versione alternativa del marito, essendo più seducente, più sensibile, più vicino all'Ethan di cui si era innamorata anni addietro. Di conseguenza inizia a trascorrere più tempo con il doppione, entrando nuovamente in intimità con lui. Anche la Sophie alternativa sembra una versione apparentemente migliore, ma Ethan non si lascia incantare, rimanendo molto sospettoso, e cerca di rendere chiaro alla moglie che la coppia alternativa non è reale. Tuttavia Sophie è sempre più attratta dal marito alternativo, suscitando le gelosie di Ethan, che, dopo aver cercato senza successo di spiarla, si introduce di nascosto nella guest house nello stesso momento in cui vi entra la moglie. Facendole credere di essere l'Ethan alternativo, ha la conferma della sua forte infatuazione per lui: i due finiscono presto per avere un rapporto sessuale. Più tardi, Ethan, prova nuovamente a convincere la moglie di andar via, ma prima che abbiano il tempo di litigare ulteriormente, trovano i doppioni ad aspettarli nell'abitazione principale.
Dopo una cena carica di tensione, nella quale i doppioni non spiegano le loro origini, ma si limitano ad affermare di essere anche loro reali, Ethan ritorna nella guest house. Qui trova in un computer degli strani documenti audio che indicano come il loro terapista abbia insegnato ai loro doppioni, in modo simile a quanto fatto nei confronti di molte altre coppie, di impersonarli; in particolare ascolta come magicamente tali esseri siano stati in grado di regolare la loro voce alle stesse tonalità sue e della moglie. Qui viene anche raggiunto dalla Sophie alternativa, la quale gli rivela che il loro piano è convincere entrambi a voler restare nella villa, in cui sono intrappolati, come già fatto con la reale Sophie; solo così possono lasciare il luogo, scambiandosi il posto con loro. La Sophie alternativa gli rivela ciò poiché gelosa di come l'Ethan alternativo si sia fatto coinvolgere con la vera Sophie, quindi preferisce rimanere bloccata nella villa con lui piuttosto che rischiare di vederlo andare via con un'altra. Entrambi tornano nella villa e mentre Ethan cerca di convincere Sophie di essere delle vittime, la Sophie alternativa finge di essere quella vera mentre invita l'Ethan alternativo ad andarsene insieme. Quando lui accetta lei inizia a piangere rivelando la sua identità.
L'Ethan alternativo cerca di scappare via da solo, ma rimane bloccato da un muro invisibile. Mentre cade privo di sensi a terra, Ethan si scambia con quella che crede essere la moglie un rapido sguardo d'intesa ed entrambi lasciano di corsa la villa, mentre l'altra Sophie rimane triste e immobile a guardare l'Ethan alternativo steso a terra. Ethan e Sophie si recano nell'ufficio del terapista in cerca di risposte ma lo trovano deserto. In seguito, mentre sembrano essersi risvegliati nella loro casa in serenità, lei va a preparare la colazione, chiedendogli se gradisce uova e bacon. Dopo una breve reazione di shock, lui decide di non dare peso all'accaduto e la raggiunge.

## Produzione
Il film indipendente The One I Love venne girato nell'arco di quindici giorni nel mese di aprile 2013 a Ojai, in California. L'idea di produrre la pellicola era nata non molti mesi prima da un incontro tra Charlie McDowell e Mark Duplass, poi sviluppata dallo sceneggiatore Justin Lader, il quale produsse una sceneggiatura di circa cinquanta pagine ma priva di dialoghi, i quali furono aggiunti durante le riprese.
I produttori in fase di promozione del film decisero di tenere celati i principali colpi di scena, pubblicizzando solo una vaga descrizione della trama. Nel ruolo secondario del terapista recita Ted Danson, patrigno del regista.

## Colonna sonora
La colonna sonora del film fa uso dei seguenti brani:
1. Little Hat Jones – Bye Bye Baby (Little Hat Jones)
2. Michael Montes – Piano concerto n. 21, secondo movimento (Wolfgang Amadeus Mozart)
3. Matraca Berg – Roses Grow Thorns (Matraca Berg e Mary Steenburgen)
4. Nik Freitas – It Ain't Like That (Nik Freitas)
5. MiWi – Ashes to the Wind (MiWi)
6. The Mamas & the Papas – Dedicated to the One I Love (Ralph Bass e Lowman Pauling)

Il 7 ottobre 2014 digitalmente, il seguente 4 novembre su supporto fisico, è stato pubblicato un album con la colonna sonora del film, contenente quindici pezzi composti da Saunder Jurriaans e Danny Bensi.

## Distribuzione
Dopo aver esordito al Sundance Film Festival nel mese di gennaio 2014, il film ebbe una distribuzione limitata negli Stati Uniti a partire dal seguente mese di agosto.

## Accoglienza
Il film è stato accolto per lo più da recensioni positive; l'aggregatore di recensioni Rotten Tomatoes riassume il giudizio comune della critica affermando: «The One I Love non porta la sua intrigante premessa tanto lontano quanto potrebbe, ma comunque riesce ad esprimere un ambizioso e ben recitato sguardo sull'amore e il matrimonio». Geoffrey Berkshire su Variety lo descrisse come un film elegante e piacevole da guardare, apprezzando il debutto registico di Charlie McDowell e definendo spettacolari le performance di Mark Duplass e Elisabeth Moss.

## Riconoscimenti
- 2015 - Saturn Awards[6]
  - Candidatura per il miglior film indipendente